# Suaeda salina
Suaeda salina är en amarantväxtart som beskrevs av Rune Bertil Nordenstam. Suaeda salina ingår i släktet saltörter, och familjen amarantväxter. Inga underarter finns listade i Catalogue of Life.